# Gun × Sword
Gun × Sword (ガン×ソード Gan × Sōdo?) es una serie de anime japonesa de 26 episodios producida por AIC y emitida por primera vez en televisión por TV Tokyo entre septiembre de 2005 y diciembre del mismo año. La serie fue licenciada y doblada para su distribución en España directamente en DVD por Selecta Visión en 2007 y fue emitida por el canal Buzz.

## Argumento
El protagonista, Van, viaja a través del mundo buscando al Hombre de la garra metálica, quien asesinó a su novia. En su viaje se une a varios viajeros quienes persiguen al mismo asesino. 
El mundo donde se desarrolla Gun × Sword es el «planeta de las ilusiones sin fin», donde hay personajes diversos. Este planeta posee una luna que lo orbita y posee una tecnología similar a la Tierra, con una pequeñas excepciones, como algunos trajes de combate llamados 'Armaduras'. Se parece a un pueblo del viejo oeste, en donde existe una falta de ley en las áreas más rurales y en las grandes planicies.

## Personajes

### Héroes
- Van (seiyū: Takanori Hoshino)

Es un hombre alto, que habla lenta y pausadamente, a la gente le llama la atención que use un traje de doble cola. Se puede decir que es un hombre de pocas palabras y la mayoría del tiempo pareciera que está durmiendo (si no lo está haciendo). Cada vez que escucha noticias acerca del Hombre de la garra metálica se molesta mucho. Durante la serie, adquiere varios títulos como "Van el Desempleado / Van el sin Curro", "Van el chico bueno" / "Van el bueno", "Van el amanecer / Van El del Alba", "Van de Acero" / "Van el de Acero", entre otros apodos semejantes.
Él intenta no entrometerse en la vida de las personas que conoce en su viaje, y si ayuda lo hace de manera que pase desapercibido. Posee baja tolerancia al alcohol ya que si toma aunque sea un poco cae desmayado, pierde la memoria y se queda por unos 10 segundos aproximadamente muy inconsciente, por eso toma leche. Cuando cena, siempre pide todos los aderezos disponibles, y por lo general siempre opina de las comidas, gritando frases como "delicioso!" o "helado". Además posee una extraña cicatriz en su pecho: un círculo cortado verticalmente por siete líneas desde el interior hacia afuera. Van posee un rompecabezas, que consiste en unos cubos con caras circulares, Gadved fue quien se lo regaló, con la esperanza de que pudiera dominarse a sí mismo. 
Su arma principal es una tela, que lleva en la cadera de manera similar a una pistola, tiene la habilidad de cambiarse a una espada o un gancho escalador de paredes. Por último, haciéndolo girar rápidamente puede generar un escudo.
Van "invoca" a su armadura girando su sombrero 180° grados y dibujando una V en el aire con su espada. Su armadura, Dann of Thursday (o Dann) es una de las armaduras más poderosas del planeta y usa una espada como su arma principal. Dann es lanzado desde un satélite en forma de cruz que gira en torno a la tierra. 
Van es comparado con Vash "La Estampida" (de Trigun) y con Spike Spiegel (de Cowboy Bebop).
- Wendy Garret (seiyū: Hōko Kuwashima)

Es la primera compañera de viaje de Van, quien aparece buscando a su hermano, Michael. Por lo general busca asistir a Van desde el momento en que se conocen, pero la actitud de Van es siempre distante. Su hermano le regaló una tortuga rosa (llamada Kameo) que ella usa como amuleto. En el primer episodio la tortuga le salvó la vida al detener una bala que le habían disparado.
Siempre lleva consigo la pistola de su hermano que solo tiene una bala.
- Carmen 99 (seiyū: Kikuko Inoue)

Es una mercenaria que Van se encuentra en el segundo episodio. Su nombre real es Carol Mendoza, pero es conocida como 'Carmen 99', siendo el 99 por el tamaño de su busto y por el número de objetos ocultos que lleva consigo. Por lo general viaja en un automóvil que puede rodar o planear.
Acompaña a Van y Wendy, y algunas veces los asiste en las batallas. En el principio existió una rivalidad entre Carmen y Wendy, pero con el paso de los capítulos, esta desaparece. Es la responsable de que Priscilla, los cuatro miembros de El Dorado Five y Yukiko se unan al grupo.
Su arma principal es un yo-yo con cuatro cuchillas inoxidables muy afiladas que pueden cortar siete placas metálicas.
- Ray Lundgren (seiyū: Takahiro Sakurai)

Es un piloto de armadura quien busca venganza debido al asesinato de su esposa. Aparece en el episodio 5, siendo en principio un enemigo de Van. Debido a que ambos buscan la misma venganza, ambos decidieron unirse en el viaje. Al igual que Van, Ray tampoco tolera el alcohol, así que bebe agua.
Debido a la falta de comunicación, ninguno de los dos coopera con el otro para derrotar a los enemigos que tienen en común, pero más adelante en la serie, ambos se unen para derrotarlos.
El arma principal de Ray es una pistola con forma de katana. Además posee varias armas ocultas, por ejemplo en sus zapatos. Además puede controlar a distancia su armadura.
Su armadura, Vulcan, se encuentra armada con un rifle de largo alcance y una poderosa pistola, que se encuentra conectada a una cámara presurizada, la cual le entrega la energía suficiente para disparar. A diferencia de Van, Ray invoca a Vulcan al disparar repetidamente al suelo formando un círculo, señalando el lugar donde la armadura aparecerá. La armadura aparece con un escudo protector, que también sirve para protegerlo mientras dispara su rifle. Por último, posee un arma de rayo láser, pero el largo tiempo que le toma cargarse es su debilidad.
- Joshua Lundgren (seiyū: Junko Noda)

Es el hermano menor de Ray, muy sociable y comunicativo, le gustan las cosas relacionadas con la tecnología y la robótica. Al parecer no tiene "ataduras sociales" ya que entra a los baños de las mujeres buscando a Wendy y abre la puerta de la ducha para preguntarle a Priscilla sobre su armadura mientras esta se encuentra bañándose. Cuando va en busca de Ray, lo encuentra en una ciudad similar a un poblado chino, en el episodio 8. Su principal ventaja son sus habilidades técnicas, es capaz de reparar varios objetos en un día, analiza las debilidades de las armaduras y hasta puede colocar explosivos.
- Priscilla (seiyū: Saeko Chiba)

Es una joven de pelo rosado que usa un atuendo muy revelador. Aparece en el episodio 14 como una competidora en un combate de armaduras. Usa sus ganancias para mantener a su hermana mayor y a un grupo de huérfanos. Aunque pierde contra Van en las finales (quien estaba participando en calidad de sustituto), termina ganando, porque el participante al que Van estaba sustituyendo se aparece de la nada. Priscilla derrota al finalista en segundos, ganando el concurso y el gran premio. A Carmen y a Wendy les molesta el hecho de que Van se aprenda su nombre tan rápidamente. Más tarde se enamora de Van. 
Su armadura rosa, Brownie posee un diseño del cuerpo de una mujer, con orejas de gato y un cuchillo en forma de aguja; además es una armadura muy fácil de manejar y veloz.
- El Dorado Five
  - Nero (seiyū: Masaharu Satō)
  - Josè (seiyū: Motomu Kiyokawa)
  - Carlos (seiyū: Takashi Taguchi)
  - Barrio (seiyū: Katsuhisa Hōki)

Los El Dorado Five («los Cinco de El Dorado») son cuatro pilotos de armaduras (Bario, Carlos, José y Nero) quienes se pasan todo el día recordando viejas batallas. El quinto miembro, Chizuru, ya murió, y le transmitió en herencia a su nieta (Yukiko) la posada en la que los cuatro ancianos pasan el tiempo. Cada una de las armaduras puede unirse y formar un gigantesco mecha (piernas, torso, cabeza y hombros, brazos y espalda), llamado el Dora Five. Por su base secreta, por su forma de hablar estereotipada y por sus trajes de colores, son un homenaje a las series de tipo sentai (en japonés, «equipo», «escuadrón»), en las que el espíritu de cooperación prima en el seno de equipos de héroes o de super robots. Cuando juntos derrotan a un enemigo, todos gritan ¡Adiós AMIGO!.
- Yukiko (seiyū: Satsuki Yukino)

Es la nieta de Chizuru (el quinto miembro de El Dorado Five), su abuela le transmitió en herencia la posada Pink Amigo y por esta razón se sentía en la obligación de quedarse en el pueblo, aunque ella quería viajar y ver mundo. Yukiko parte junto a los miembros de El Dorado Five cuando deciden unirse a Van.

### Villanos
- El Hombre de la garra o El Hermano

(seiyū: Kenyū Horiuchi)
Es el villano principal de la serie, quien asesinó a la novia de Van y a la esposa de Ray. Su rasgo más característico es una prótesis en forma de garra que sustituye su mano derecha. A pesar de haber matado a varias personas, aquellas con las que tiene contacto lo describen como una persona educada y amable. Ha llegado a la conclusión de que lo importante son los sueños de los que viven y no las vidas en sí mismas, por esta razón no parece afectarle que alguien muera debido a sus acciones (ya sea directa o indirectamente). Su verdadero nombre nunca es revelado y sus seguidores solo lo conocen como "El Hermano". 
No es el típico villano que busca la destrucción del mundo, sino que busca que todos sean felices, buscando destruir la individualidad. Sin embargo, él ha matado a personas, pero se muestra muy pacífico y amigable, algunas veces prefiere la paz y hablar en vez de combatir. Se desconoce por qué ha cometido asesinatos.
Debido a que es carismático, posee varios soldados que le son muy leales, los cuales se sacrifican por él y por su sueño de buscar la felicidad de todos. Cerca del final, se descubre que le queda poco tiempo de vida y que su deseo es que se complete su plan antes de su muerte.
- Fasalina (seiyū: Masayo Kurata)

Es la primera piloto del Hombre de la garra, apareciendo por primera vez en el episodio 9, comprando flores a una amiga de la infancia de Carmen. Es reservada y bastante tranquila. 
Su arma es un bastón dividido en varias partes, que puede variar su longitud, normalmente lo lleva en su muslo. Es la seguidora más leal del Hombre de la garra. Ella trabaja originalmente como prostituta desde antes de unirse a su banda. A medida que progresa la serie, desarrolla una atracción romántica hacia Michael. Pilota el Dahlia of Wednesday.
- Michael Garret (seiyū: Souichiro Hoshi)

Es el hermano mayor de Wendy, quien voluntariamente se unió a la banda, luego de ser raptado de su pueblo de Evergreen. Se presume que sufre del Síndrome de Estocolmo. En su reunión, en el episodio 11, con Wendy, se sorprende de que ella no haya recibido una carta que él le envió diciendo que no se preocupe por él; después le dice (de una manera fría) que debe volver a Evergreen a vivir una vida tranquila y que no lo debe seguir. Aunque dice haberse olvidado de su Wendy y que ella pertenece a su pasado, la verdad es que siempre está preocupado por ella, le deposita dinero y cerca del final le vuelve a advertir que debe volver a Evergreen y luego la intenta convencer de que se una a El Hermano y que se vaya con él,
Él pilota la Armadura Original Seven, Saudade of Sunday. se dice que esta armadura lleva los sentimientos de Fasalina.
- Melissa (seiyū: Chiwa Saitō)

Es la hermana gemela de Carossa. Es tímida, sensible y algo torpe. Su primera aparición es en el episodio 11. Ella parece ser algo más estable que su hermano. Se desorienta fácilmente, por esta razón siempre carga con un GPS. Es derrotada por Ray al ponerse en el camino de un disparo que iba dirigido a su hermano, esto ocurre en el capítulo 19. Pilota la Armadura Original Seven Son of Saturday.
- Carossa (seiyū: Makiko Ohmoto)

Es el hermano gemelo de Melissa, su primera aparición es en el episodio 11. Es violento, impulsivo y muy protector con su hermana, odia que la atención del Hombre de la garra esté fijada en alguien más que no sea él, su mayor preocupación es ser abandonado. Le tiene celos a Michael debido a que este se vuelve el centro de atención, por esta razón intenta adelantarse y vencer a Van por su cuenta. Es derrotado minutos después de Melissa, cuando ataca a Ray buscando venganza por la muerte de su hermana. Su armadura es Sin of Friday.
- Wuu (William Will Wuu) (seiyū: Mitsuaki Madono)

Es un personaje distante y algo filosófico. Aparece por primera vez en el episodio 11, y pilota la armadura Metsä of Tuesday. Wuu sufre del complejo de Edipo, odiaba a su padre por recibir toda la atención de su madre. En un intento por matarlo, su madre protegió a su marido, recibiendo el ataque mortal, la culpa lo atormenta desde entonces.Es derrotado por van.
- Gadved (seiyū: Kazuhiko Kishino)

Es un hombre estricto y muy disciplinado, apareciendo por primera vez en el episodio 11. Es el único sobreviviente de la antigua generación de los pilotos de las Armaduras Original Seven. Pelea con un hacha y con la Armadura Original Seven Diablo of Monday en el episodio 12 y 13 hasta que Van lo vence. Él es el que mejoró a Van y el que le dio a Dann (por petición de Helena).

### Doblaje
| Personaje          | Voz original     | Actor de doblaje |
| ------------------ | ---------------- | ---------------- |
| Van                | Takanori Hoshino | Ramón Hernández  |
| Wendy Gallet       | Houko Kuwashima  | Roser Vilches    |
| Carmen 99          | Kikuko Inoue     | Carmen Calvell   |
| Joshua Langlen     | Junko Noda       | Masumi Mutsuda   |
| Priscilla          | Saeko Chiba      | Mónica Padrós    |
| Ray Langlen        | Takahiro Sakurai | Manuel Gimeno    |
| Fasalina           | Masayo Kurata    | Eva Lluch        |
| Michael Gallet     | Souichiro Hoshi  | Jordi Pons       |
| Yukiko Stevens     | Satsuki Yukino   | Nuria Trifol     |
| Hombre de la garra | Kenyu Horiuchi   | Pep Torrens      |
| Melissa            | Chiwa Saito      | Ana Orra         |
| Narrador           | Banjo Ginga      | Ángel del Río    |

## Música

### Temas de apertura y cierre
- Tema de apertura: Gun x Sword, por Nakagawa Kotaro
- Tema de cierre: A Rising Tide, por Okino Shuntaro

### Discografía
La discografía de la serie se divide en dos OSTs, los cuales poseen las canciones de la serie, y algunas musicalizaciones de la serie.

#### OST 1
El primer disco de la serie fue lanzado el 26 de septiembre de 2005
A continuación se listan las canciones disponibles en este CD:
1. Gun x Sword (tema de apertura)
2. Endless Illusion
3. Desert Rose
4. The Day is Done
5. Tremendous Blade
6. Paradiso
7. Your Bride
8. Shadow of the Girl
9. Unknown World
10. Lost Native Village
11. Seasonings, please
12. Where are You going?
13. Frozen Arms
14. Knuckle, Clench, Fist
15. One Night Stand
16. Niji no Kanata (Beyond the Rainbow)
17. El Dorado V
18. Battleman
19. Dann of THURSDAY
20. He Reduces to memories
21. Dann Chester Van
22. Van a.k.a. Daybreak
23. A Rising Tide (tema de cierre)

#### OST 2
El segundo disco de la serie fue lanzado el 7 de diciembre de 2005.
El equipo de producción fue compuesto por
- Hitomi (cantante)
- Nakagawa Kotaro (desarrollador)
- Shuntaro Okino (cantante y compositor)
- Samian Broomhead (letra)

A continuación se listan las canciones disponibles en este CD:
1. La Speranza
2. Love Deluxe
3. Queen Of Missoghi, The
4. Shock Came
5. Muscle Girl
6. It`S Stupid
7. To See Your Face
8. My Only Brother
9. Rising Tide[Acoustic],A
10. Taste Of The Future
11. Birthday, The
12. Hearts Together
13. Bitter Dream
14. Knowledge And Strength
15. Over The Centuries
16. With All His Spirit
17. Noble Purge
18. Crisis Of Endless Illusion
19. Feel It Like All The Universe
20. Cliff Of Death
21. You Don't Know What You Know
22. Calling You
23. Previous Notice

## Lista de episodios
| #  | Título original               | Título de la edición en español            | Primera transmisión televisiva |
| -- | ----------------------------- | ------------------------------------------ | ------------------------------ |
| 01 | Tuxedo wa Kaze ni Mau         | El hombre del esmoquin                     | 5 de julio de 2005             |
| 02 | fanii Sutorimu                | La corriente maligna                       | 12 de julio de 2005            |
| 03 | Yuusha wa futatabi            | El regreso de los héroes                   | 19 de julio de 2005            |
| 04 | Soshite, ame wa furiyuku      | Y al fin dejó de llover                    | 26 de julio de 2005            |
| 05 | TSUINZU GAADO                 | Cartas gemelas                             | 2 de agosto de 2005            |
| 06 | Keart ni Hi o Tsukete         | Fuego en el corazón                        | 9 de agosto de 2005            |
| 07 | Fukushuu suru wa Ware ni ari  | La venganza será mía                       | 16 de agosto de 2005           |
| 08 | Sono Kisuna ni You ga Aru     | Una cuenta que saldar                      | 23 de agosto de 2005           |
| 09 | Carmen Kokyou ni Kaeru        | El pueblo natal de Carmen                  | 30 de agosto de 2005           |
| 10 | Umi yo Thank You              | Mar, te doy las gracias                    | 6 de septiembre de 2005        |
| 11 | Sayonara no Arika             | Despedida                                  | 13 de septiembre de 2005       |
| 12 | Kaerasaru Hibi                | Los días que nunca volverán                | 20 de septiembre de 2005       |
| 13 | Yume no Tochuu                | El camino de los sueños                    | 27 de septiembre de 2005       |
| 14 | Swift Brownie                 | Muévete, Brownie                           | 4 de octubre de 2005           |
| 15 | Neo Original                  | Neo-original                               | 11 de octubre de 2005          |
| 16 | Kagayaku wa Denryuu Hibana    | La chispa eléctrica que brilla             | 18 de octubre de 2005          |
| 17 | Zahyou X o Oe                 | Tras la coordenada X                       | 25 de octubre de 2005          |
| 18 | Inoru wa Saudade              | Una plegaria por Saudade                   | 1 de noviembre de 2005         |
| 19 | Sokai no Hate                 | El fin de la esperanza                     | 8 de noviembre de 2005         |
| 20 | Wonderful Universe            | Un universo maravilloso                    | 15 de noviembre de 2005        |
| 21 | Sora ni Negai o Chini Heiwa o | Un deseo para el cielo y paz para el mundo | 22 de noviembre de 2005        |
| 22 | Dare ga no Tame ni            | Luchar por alguien                         | 29 de noviembre de 2005        |
| 23 | Minna no Uta                  | La canción de todos                        | 6 de diciembre de 2005         |
| 24 | Yume no Owari                 | El fin del sueño                           | 13 de diciembre de 2005        |
| 25 | Baka ga Yoroi de Yattekuru    | El tonto que llegó en una armadura         | 20 de diciembre de 2005        |
| 26 | TAKUSHIIDO ha ashita ni mau   | El final, el esmoquin ondea por el futuro  | 27 de diciembre de 2005        |